# 이세데라촌
이세데라촌(伊勢寺村)은 미에현에 이난군있던 촌이다. 현재의 마쓰사카시의 중심부 서쪽 방향에 해당한다.

## 역사
- 1889년 4월 1일 - 정촌제 시행에 의해 이타카군 이세데라촌이 성립하였다.
- 1896년 4월 1일 - 군제 시행에 의해 이난군으로 변경되었다.
- 1951년 12월 1일 - 마쓰사카시에 편입되었다.

## 교통

### 도로
현재는 구 촌역에 이세 자동차도 마쓰사카 나들목이 소재하지만, 당시엔 미개통

## 참고문헌
- 角川日本地名大辞典 24 三重県